# Вихрівська сільська рада
Вихрівська сільська́ ра́да — адміністративно-територіальна одиниця та орган місцевого самоврядування в Дунаєвецькому районі Хмельницької області. Адміністративний центр — село Вихрівка.

## Загальні відомості
Вихрівська сільська рада утворена в 1930 році.
- Територія ради: 37,477 км²
- Населення ради: 930 осіб (станом на 2001 рік)

## Населені пункти
Сільській раді підпорядковані населені пункти:
- с. Вихрівка
- с. Пільний Мукарів

## Склад ради
Рада складається з 14 депутатів та голови.
- Голова ради: Куніцький Віталій Станіславович
- Секретар ради: Чаплінська Галина Анатоліївна

### Керівний склад попередніх скликань
| Прізвище, ім'я, по батькові     | Основні відомості                                                         | Дата обрання | Дата звільнення |
| ------------------------------- | ------------------------------------------------------------------------- | ------------ | --------------- |
| Баран Володимир Михайлович      | Сільський голова, 1965 року народження, член Народної партії              | 26.03.2006   | 10.07.2008      |
| Куніцький Віктор Станіславович  | Сільський голова, 1945 року народження, освіта вища, член Народної партії | 30.11.2008   | 31.10.2010      |
| Куніцький Віталій Станіславович | Сільський голова, 1945 року народження, освіта вища, член Народної партії | 31.10.2010   |                 |

Примітка: таблиця складена за даними сайту Верховної Ради України

### Депутати
За результатами місцевих виборів 2010 року депутатами ради стали:

#### За суб'єктами висування
| Суб'єкт висування | Кількість обраних депутатів | %   |
| ----------------- | --------------------------- | --- |
| Самовисування     | 14                          | 100 |

#### За округами
| № округу | Прізвище, ім'я, по батькові         | Дата визнання обраним | Освіта             | Партійна приналежність | Відомості про обраного депутата                            |
| -------- | ----------------------------------- | --------------------- | ------------------ | ---------------------- | ---------------------------------------------------------- |
| 1        | Чаплінська Галина Анатоліївна       | 05.11.2010            | середня спеціальна | член Народної партії   | Вихрівська сільська рада, секретар                         |
| 2        | Лопушанська Валентина Олександрівна | 05.11.2010            | середня            | член Народної партії   | ТОВ "Козацька долина 2006 ", завідувачка ферми             |
| 3        | Бичок Анатолій Віталійович          | 05.11.2010            | вища               | член Народної партії   | Вихрівська загальноосвітня школа І-ІІ ст., директор        |
| 4        | Вус Віра Володимирівна              | 05.11.2010            | середня спеціальна | член Народної партії   | ТОВ "Козацька долина 2006 ", прибиральниця                 |
| 5        | Загородний Віктор Віталійович       | 05.11.2010            | вища               | позапартійний          | ТОВ "Козацька долина 2006 ", заступник директора           |
| 6        | Вознюк Валентина Володимирівна      | 05.11.2010            | середня спеціальна | член Народної партії   | Вихрівська загальноосвітня школа І-ІІ ст., вчитель         |
| 7        | Кузяк Олег Миколайович              | 05.11.2010            | середня спеціальна | член Народної партії   | ТОВ "Козацька долина 2006 ", бригадир                      |
| 8        | Саніцький Олександр Волеславович    | 05.11.2010            | середня спеціальна | член Народної партії   | ТОВ "Козацька долина 2006 ", електрик                      |
| 9        | Магазінна Наталія Олександрівна     | 05.11.2010            | середня спеціальна | член Народної партії   | ТОВ "Козацька долина 2006 ", зоотехнік                     |
| 10       | Головко Валентина Леонідівна        | 05.11.2010            | середня спеціальна | член Народної партії   | ТОВ "Козацька долина 2006 ", завідувачка ферми             |
| 11       | Щадило Олександр Володимирович      | 05.11.2010            | середня            | позапартійний          | ТОВ "Козацька долина 2006 ", водій                         |
| 12       | Свистун Іван Миколайович            | 05.11.2010            | середня            | позапартійний          | ТОВ "Козацька долина 2006 ", водій                         |
| 13       | Хворостовський Едуард Динисович     | 05.11.2010            | середня спеціальна | член Народної партії   | ТОВ "Козацька долина 2006 ", начальник служби охорони      |
| 14       | Босакевич Михайло Адамович          | 05.11.2010            | середня            | член Народної партії   | ТОВ "Агрофірма Козацька долина 2006 ", заступник директора |